# Quý tộc Anh

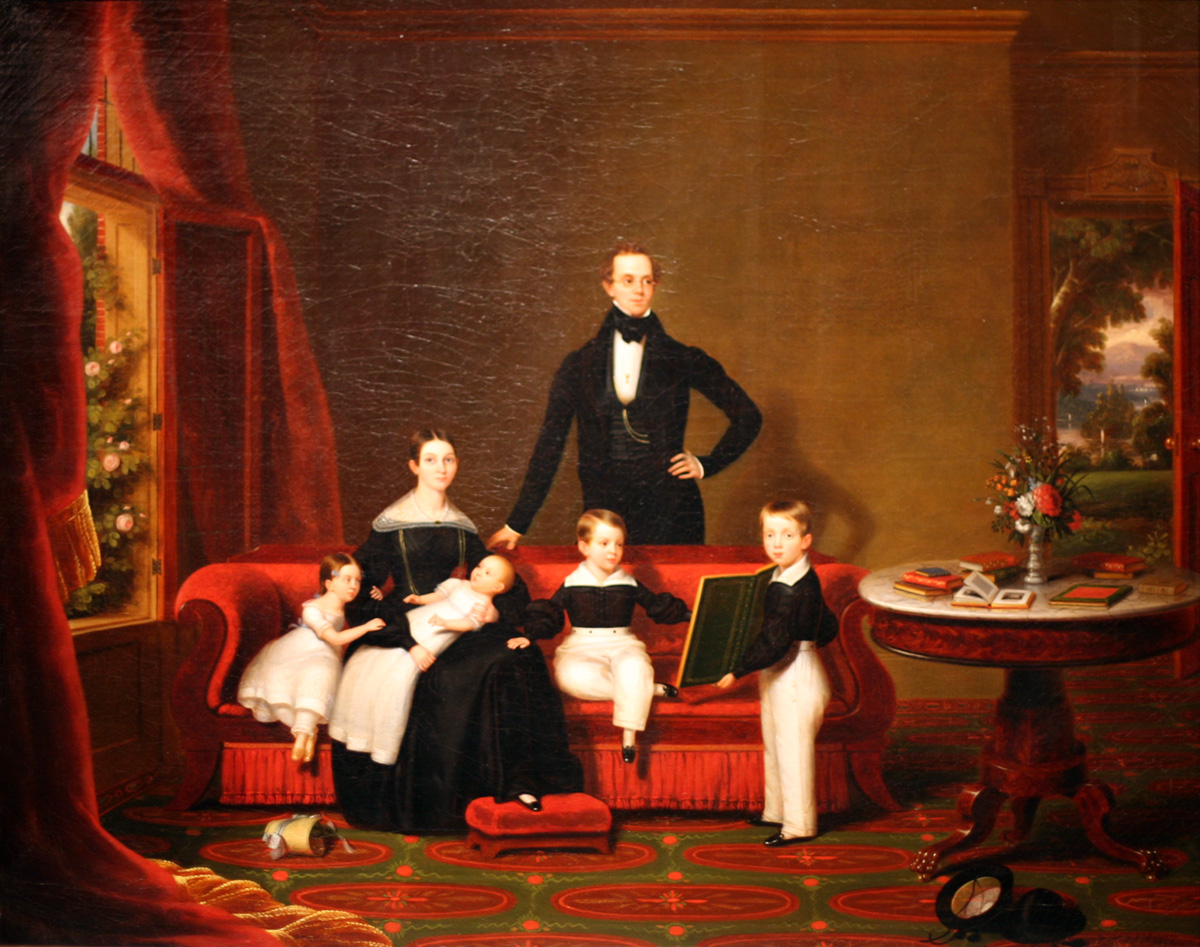
Tranh họa gia đình Spencer, dòng họ quý tộc nổi tiếng nhất nước Anh.

Giới quý tộc Anh đã phát triển từ những cơ sở mà William I của Anh đã tạo ra bắt đầu 1070 bằng việc tước quyền và truất hữu giới quý tộc Anh cũ. Thay vì được sở hữu đất đai như trước đây, William chỉ ban cấp đất đai cho các kỵ sĩ mình như là thái ấp, làm cho trên đảo này giới quý tộc Anh trở thành hoàn toàn là những công thần của nhà vua.
Ngày nay quý tộc Anh được chia thành hai tầng lớp. Nó bao gồm Gentry giai cấp quý tộc thấp, và Peerage hay Nobility giới quý tộc cao. Mỗi tước hiệu quý tộc Anh ở bất kỳ thời gian nhất định nào đó chỉ được phong cho một người còn sống. Thuộc về giới quý tộc trong hệ thống Anh chỉ có những người mà hoặc mới được phong cho hoặc được thừa hưởng nó sau khi người thừa nhiệm mất đi. Chỉ có họ và vợ của họ là thực sự thuộc giới quý tộc, trong khi con cái của họ và anh chị em của họ trẻ hơn chính thức được coi là dân thường. Sự phân biệt này đóng một vai trò đặc biệt ở giới quý tộc cao: Trong giới quý tộc cao ở Anh, thường thì con cả hay con trai cả thừa hưởng chức tước, trong khi anh chị em ruột của họ cũng còn thuộc giới quý tộc nhưng con cái của họ thì không. Ví dụ nổi tiếng là Winston Churchill, người thực sự là một cháu trai gọi bằng ông của Công tước Marlborough, nhưng được sinh ra là một người bình thường, vì cha ông Sir Randolph Churchill chỉ là con trai thứ của Công tước.

## Lịch sử tổng quát
Giới quý tộc của bốn quốc gia thành lập Vương quốc Anh đã đóng một vai trò quan trọng trong việc định hình lịch sử của đất nước, mặc dù ngày nay thậm chí giới quý tộc cao được thừa hưởng tước hiệu (hereditary peers) không có đặc quyền, ưu tiên hoặc trách nhiệm, ngoại trừ quyền còn lại để đứng ra tranh cử vào House of Lords (thượng viện), quyền ăn uống ở đó, vị trí theo thứ tự chính thức của giới quý tộc (Order of precedence), quyền được chức danh nhất định, và quyền được hội kiến với Quốc vương.
Các quý tộc được phong tước bởi Anh Quốc chủ, cũng như các danh hiệu trong vương thất, các tước vị này chính thức được thừa nhận bởi một đạo dụ của Quốc chủ được đóng dấu bằng một con ấn gọi là [Great Seal of the Realm]. Chính phủ là bộ phận có trách nhiệm tiến cử với Quốc chủ cá nhân nào nên được nâng lên hàng quý tộc, sau khi người này được xem xét và thông qua bởi Ủy ban bổ nhiệm Thượng viện. Ngày nay, chỉ các thành viên của vương thất (hậu duệ xa của Quốc chủ) được phong tước trong hàng quý tộc mới được thừa nhận là quý tộc; lý do là các đảng cầm quyền đã không còn tiến cử bất kỳ người không có dòng máu vương thất (non-royal) nào lên địa vị quý tộc nữa, những non-royal cuối cùng được nâng lên địa vị quý tộc đều được tiến cử dưới thời Margaret Thatcher.
Quý tộc có năm cấp bậc theo thứ tự từ lớn đến nhỏ như sau:
- Duke (Công tước)
- Marquess (Hầu tước)
- Earl/Count (Bá tước)
- Viscount (Tử tước)
- Baron (Nam tước)

Các quý tộc chia ra 2 loại là "in own right" và "by courtesy", tức những người giữ tước vị chính danh và những người giữ tước vị dạng kế thừa. Ví dụ:
- Charles Spencer, em trai Lady Diana Spencer giữ tước vị [Bá tước Spencer] dạng "chính danh".
- Vương tử Edward hiện tại giữ tước vị [Bá tước xứ Wessex] là một tước vị "kế thừa" vì ông sẽ giữ tước vị [Công tước xứ Edinburgh] sau khi Vương tế Philip qua đời.

## Cấp bậc

### Công tước

Mũ miện của Công tước Anh

Duke, địa vị cao nhất trong hàng quý tộc Anh. Duke phân ra hai bậc là royal duke và non-royal duke. Royal duke là Công tước thuộc vương thất và được giữ kính xưng [His Royal Highness]. Quân vương Anh cũng được giữ tước vị và doanh thu từ Công quốc Lancaster, do đó, một Quốc vương còn giữ thêm tước vị "Công tước xứ Lancaster". Vì các địa vị quý tộc đa số đều được truyền theo dòng nam duệ nên danh xưng [Duchess] thường để nói tới vợ của Duke. Do đó dù Quốc chủ là Nữ vương vẫn sẽ dùng tước vị [The Duke of Lancaster] chứ không dùng [Duchess].
Một Công tước giữ tước vị và kính xưng đầy đủ là "His Grace The Duke of [X]", khi giao tiếp được gọi bằng "Your Grace". Các con trai của vị Công tước được sử dụng danh xưng "Lord tên thánh + họ" và các con gái dùng danh xưng "Lady tên thánh + họ" cùng kính xưng "The Right Honorable". Đối với việc ký các tài liệu, chữ ký của các Công tước chính là tên lãnh địa của họ. Quy tắc chữ ký này áp dụng cho tất cả các cấp bậc quý tộc. Ví dụ, Công tước xứ Beaufort sẽ ký tên là "Beaufort".

### Hầu tước

Mũ miện của Hầu tước Anh

Marquess, địa vị cao thứ hai trong hàng quý tộc Anh. Các Hầu tước sẽ được gọi bằng tước vị và kính xưng đầy đủ là "The Most Honourable The Marquess of [X]" hoặc được gọi theo cách ít trang trọng hơn là "Lord [X]', vợ của các Hầu tước có tước vị là "The Most Honourable The Marchioness of [X]", có thể gọi bằng "Lady [X]". Con trai cả của một Hầu tước sẽ được nhận một tước vị con của cha mình, chẳng hạn như Bá tước hoặc Tử tước đi kèm một lãnh địa khác nhưng không kèm kính xưng. Các con trai của Hầu tước sẽ là "Lord tên thánh + họ", con gái là "Lady tên thánh + họ".
Đối với các Hầu tước dạng "kế thừa" (thường là con trai cả của Công tước), họ sẽ không được dùng kính xưng "The Most Honourable" mà chỉ đơn giản là Marquess of [X], tức không có kính xưng cũng như thành tố [The] trong tước vị. Chỉ những Hầu tước "chính danh" (Hầu tước chính hiệu, không phải con của Công tước) mới được dùng kính xưng và tước vị "The Most Honourable The Marquess of [X]", với mục đích phân biệt giữa các Hầu tước "kế thừa" và các Hầu tước "chính danh" vậy. Cũng như các Công tước, chữ ký của các Hầu tước là tên lãnh địa của họ.

### Bá tước

Mũ miện của Bá tước Anh

Earl/Count, tước vị cao thứ ba trong hàng quý tộc Anh. Một Bá tước có tước vị là "Earl of [X]" khi tước vị đi kèm một lãnh địa, còn lại là tước vị "Earl [X]" khi tước vị đi kèm họ của gia tộc. Khi giao tiếp họ được gọi bằng "Lord [X]", vợ của họ được gọi theo lãnh địa của chồng, tức "Lady [X]". Nếu vợ của vị Bá tước đó sở hữu riêng một lãnh địa Bá tước của riêng mình, khi đó có thể được gọi bằng "Lady [Y]" với [Y] là tên lãnh địa của riêng mình, nhưng trong trường hợp này chồng họ không được gọi bằng "Lord [Y]", trừ phi chính họ sở hữu lãnh địa này.
Con trai cả của một Bá tước được quyền sử dụng một tước hiệu con của cha mình (nếu có), ví dụ, James, con trai cả của Bá tước xứ Wessex được phong làm Tử tước Severn, con trai cả của Bá tước Spencer là Tử tước Althorp. Các Bá tước giữ tước vị và kính xưng "The Right Honourable The Earl [X]/of [X]" hoặc thông thường được gọi bằng "Lord [X]". Người con trai lớn được phong làm Tử tước không được sử dụng kính xưng [The Right Honourable]. Những đứa con trai nhỏ hơn được gọi bằng "The Honourable [tên thánh + họ]" và các con gái được gọi bằng "Lady [tên thánh + họ]" (như Lady Diana Spencer là một ví dụ).
Không có sự khác biệt giữa các tước vị con dành cho cho con của Bá tước hay con của Nữ Bá tước, nếu người chồng có địa vị thấp hơn địa vị Bá tước của người vợ, con cái của họ sẽ được nhận tước vị theo cấp bậc của người vợ. Ngược lại, nếu người chồng có cấp bậc cao hơn, con cái của họ sẽ được trao tước vị dựa theo cấp bậc của người chồng.

### Tử tước

Mũ miện của Tử tước Anh

Viscount, tử tước là cấp bậc cao thứ tư trong hệ thống quý tộc Anh, đứng dưới Bá tước và trên Nam tước. Theo phong tục của Anh, tước vị của một Tử tước có thể là tên lãnh địa, họ của gia tộc hoặc cả hai. Một ngoại lệ tồn tại đối với Tử tước trong hàng quý tộc Scotland, họ giữ tước vị theo truyền thống là "The Viscount of [X]", chẳng hạn như "The Viscount of Arbuthnott". Tuy nhiên trên thực tế, rất ít người duy trì cách gọi này, thay vào đó họ sử dụng cách gọi phổ biến hơn là "The Viscount [X]", ví dụ "The Viscount of Falkland" được gọi là "The Viscount Falkland".
Một Tử tước có tước vị và kính xưng đầy đủ là "The Right Honourable The Viscount [X]" và cũng thường được gọi bằng "Lord [X]". Vợ các Tử tước giữ tước vị "The Viscountess [X]" hoặc gọi bằng "Lady [X]". Tất cả các con của Tử tước đều được gọi bằng "The Honourable tên thánh + họ". Những Tử tước dạng "kế thừa" không được dùng kính xưng cũng như thành tố [The].

### Nam tước

Mũ miện của Nam tước Anh

Baron, thứ hạng thấp nhất trong hàng quý tộc Anh. Một Nam tước có tước vị và kính xưng "The Right Honourable The Lord [họ] of [X]" hoặc đơn giản là "Lord [X]". Ví dụ: Zac Goldsmith, Nam tước xứ Richmond Park sẽ có danh hiệu là "The Right Honourable The Lord Goldsmith of Richmond Park". Vợ của một Nam tước là ""The Right Honourable The Lady [X]", có thể dịch là "Nam tước phu nhân" hoặc "Bà Nam tước". Ngược lại, chồng của các Nữ tước sẽ không được nhận bất kỳ tước vị nào. Những Nam tước là nữ giới sẽ là "The Right Honourable The Baroness [X]" hoặc cũng có thể gọi bằng "The Right Honourable The Lady [X]" (như trường hợp của Lady Thatcher là một Nữ Nam tước).
Con cái của Nam tước và Nữ Nam tước sẽ là "The Honourable [tên thánh + họ]. Sau khi cha hoặc mẹ qua đời, ngoại trừ người con trai cả sẽ kế thừa tước vị [Nam tước], những người con còn lại vẫn có thể tiếp tục sử dụng tước vị này. Những Nam tước dạng "kế thừa" được gọi bằng "Lord [X]", và vợ họ là "Lady [X]" mà không có thành tố [The]. Trừ khi những Nam tước "kế thừa" đó là Ủy viên Hội đồng Cơ mật (Privy Counsellor), họ sẽ không được sử dụng kính xưng "The Right Honourable".
Một vấn đề nữa chính là danh hiệu cho con gái một Công tước, Hầu tước hoặc Bá tước và danh hiệu cho một Nữ Nam tước tương đối giống nhau (đều là Lady) và có khả năng gây hiểu nhầm. Ví dụ: cựu Thủ tướng Margaret Thatcher chính là một Nữ Nam tước dạng "chính danh"(Baroness), tuy nhiên một số bài viết vẫn đề cập đến bà là "Lady Margaret Thatcher", việc này sẽ gây hiểu lầm bởi quy tắc "Lady tên thánh + họ" là dành cho con gái một Công tước, Hầu tước hoặc Bá tước chứ không phải một Nữ Nam tước, do đó phải gọi là "Lady Thatcher". Tương tự như vậy, "Lord Digby Jones" (nếu đúng ra là "Lord Jones") sẽ ám chỉ rằng ông là con trai của một Hầu tước hay Công tước chứ không phải là Nam tước chính danh.